# Découplage (PAC)
Pour les articles homonymes, voir Découplage.
 (février 2024).
Si vous disposez d'ouvrages ou d'articles de référence ou si vous connaissez des sites web de qualité traitant du thème abordé ici, merci de compléter l'article en donnant les références utiles à sa vérifiabilité et en les liant à la section « Notes et références ».
En Europe, dans le cadre de la politique agricole commune, le découplage est un principe selon lequel les aides allouées aux agriculteurs ne sont plus proportionnelles aux quantités produites. Le découplage est une évolution de la PAC qui lui permet d'être compatible avec les exigences de l'organisation mondiale du commerce.
Depuis 2006, les aides compensatoires européennes sont, en effet, versées en fonction d'une référence historique (moyenne des aides perçues entre 2000 et 2002). Chaque agriculteur a continué de toucher le même montant qu'avant, quelles que soient les productions qu'il cultive sur ses parcelles, avec néanmoins l'obligation de maintenir ses terres en bon état.
En France, la référence historique est calculée pour chaque exploitation. Elle se traduit par un montant d'aide attribué à chaque hectare de terre (appelé droit à paiement), excepté les surfaces en fruits, légumes, pommes de terre (hors féculière), vergers, vignes, forêts et autres cultures pérennes.
Dans la pratique, chaque État européen a eu l'occasion de choisir un niveau de découplage. Si l'Italie, les Pays-Bas, le Royaume-Uni ont choisi le découplage total, la France a choisi le découplage minimal pour chaque catégorie de produits : par exemple, 75 % pour les céréales, 60 % pour les productions animales.
Exemple d'un agriculteur recevant 100 d'aides pour 50 ha de céréales avant découplage.
- En cas de découplage total, l'agriculteur recevra 100, quelle que soit la culture sur les 50 ha.
- Dans le cas français, l'agriculteur recevra 75, plus le pro-rata de culture de céréale. S'il conserve 50 ha de céréales, il recevra 75+25=100. S'il ne cultive plus que 25 ha, il recevra 75+(25/2)=87,5.

Le découplage des aides s'accompagne de règles d'écoconditionnalité, les paiements étant soumis au respect par les bénéficiaires de réglementations environnementales.